# Parafia Opatrzności Bożej w Toruniu
Parafia Opatrzności Bożej w Toruniu – parafia rzymskokatolicka w diecezji toruńskiej, w dekanacie Toruń IV, z siedzibą w Toruniu.
Parafia powstała 20 lutego 1946 roku. Została ona wydzielona z parafii św. Apostołów Piotra i Pawła i św. Wojciecha we wsi Grabie. Do parafii należy kościół pw. Opatrzności Bożej, zbudowany w latach 1902–1909. Pierwotnie kościół należał do ewangelików, 5 sierpnia 1945 roku przeszedł na własność katolików. W 1951 roku obszar parafii włączono do granic Torunia.

## Ulice
Ulice na obszarze parafii:
- Agatowa
- Ametystowa
- Artyleryjska
- Basieńki
- Brylantowa
- Bursztynowa
- Diamentowa
- Dwernickiego
- Gliniecka
- Grzybowa
- Jacka Soplicy
- Kmicica
- Kościelna
- Lipnowska
- Okólna
- Olenderska
- Oleńki
- Osadnicza
- Otłoczyńska
- Pana Tadeusza
- Pana Wołodyjowskiego
- Perłowa
- Podbipięty
- Podgórska
- Rubinowa
- Rudacka
- Rypińska
- Skrzetuskiego
- Stara Droga
- Strzałowa
- Szmaragdowa
- Telimeny
- Topazowa
- Turkusowa
- Włocławska
- Zimowa